# Vicomté de Saint-Antonin
La  vicomté de Saint-Antonin tenait son nom de Saint-Antonin-Noble-Val, alors situé dans le Quercy, où elle avait son siège.

## Liste des vicomtes de Saint-Antonin
Sans qu'il soit possible d'établir une filiation certaine entre eux, on peut établir une liste des personnes qui sont mentionnées dans les actes comme ayant porté le titre de vicomte de Saint-Antonin, étant entendu que les fiefs pouvaient avoir simultanément plusieurs titulaires indivis:
- Isarn Ier de Lautrec, était, selon le Chevalier de Courcelles, vicomte de Saint-Antonin le 23 juillet 1083 lorsqu'il souscrivit, avec Frotard son frère, l'acte par lequel Guillaume de Toulouse rétablit les chanoines de Saint-Sernin dans leur église. Il ajoute que c'est la première mention de Saint-Antonin avec le titre de vicomté, et que ce titre lui avait peut-être  été donné par (autre) Isarn 0 de Lautrec, connu comme seigneur de Saint-Antonin[2]. Peut-être à tort selon LCP Bosc (1797) qui mentionne dans le Trésor des chartes de Toulouse un acte daté de 961 par lequel Raymond III ou IV de Toulouse fait une donation de certaines terres à son cousin Izarn, vicomte de Saint-Antonin[3], ce qui donnerait pour origine aux vicarii de Saint-Antonin une viguerie carolingienne.
- Isarn II de Lautrec, vicomte de Saint-Antonin, donne vers 1140 ses coutumes à la ville, conjointement avec ses frères Guillaume-Jourdain et Pierre de Lautrec. Il possédait la vicomté en indivision avec eux[2].
- Archambaud donzel du Cuzoul, vicomte de Saint-Antonin, seigneur de Saint-Igne et Prévenquières, a reçu saint Bernard de Clairvaux en 1144.
- Baudouin de Toulouse (1165 - Montauban 1213), frère de  Raymond VI de Toulouse, était vicomte de Saint-Antonin et de Bruniquel. Connu aussi comme seigneur de Montclar et de Salvaignac, il s'est marié à  Alix de Lautrec, fille de Sicard le Ténébreux et d'Adélaïde de Trencavel. Comme celui-ci soutenait la croisade des Albigeois, Raymond VI ordonna de le capturer et de le pendre. Selon l'Historia Abligensis, il porta les mêmes armoiries que le comte deToulouse. On lui connaît un seul enfant:
- Sérène de Lautrec née vers 1205, marie le 2 août 1231 avec Bertrand de Nogaret, fils de Pierre, seigneur de La Valette et de Saint-Jory.
- Isarn III de Lautrec, vicomte de Saint-Antonin, fut présent en 1180 à un accord entre Raymond VI de Toulouse et l'abbé d'Aurillac[4]. Il vendit avec son frère Frotard aux habitants de Saint-Antonin, des prés qu'ils possédaient pour mille sous de Cahors;
- Frotard de Lautrec, vicomte de Saint-Antonin, mourut en 1212. Il vendit en 1198 à Ratier de Causade ce qu'il possédait à Caussade et Saint-Cyr (Saint-Céré)[5]. Il avait épousé Bertande dont il eut trois fils:
  - Pons de Lautrec, vicomte de Saint-Antonin, fut fait prisonnier en 1212 en défendant son château contre Simon de Montfort qui le fit enfermer dans une prison à Carcassonne avec Adhémar-Jourdain, chevalier, alors gouverneur de Saint-Antonin[4];
  - Isarn IV de Lautrec, vicomte de Saint-Antonin, mort sans postérité[4];
  - Bernard-Hugues de Lautrec, dernier vicomte de Saint-Antonin, qui céda en octobre 1249 et le 24 mars 1250 au roi Saint Louis, pour 500 lives tournois de rente, tous les droits qu'il avait sur la succession de feu Frotard de Lautrec, son père, sur la vile de Saint-Antonin, sur le château de Bereux, et sur la ville de Saint-Céré. Cette cession se fit en les mains de Géraud de Malemort, sénéchal pour le roi[4]. Mais Saint-Antonin était déjà passée sous l'autorité du roi puisqu'en 1227, des Lettres patentes de Saint-Louis mettent la ville sous sa protection et lui confèrent ses privilèges d'avoir un consulat[6].
- Raymond-Jordan de Saint-Antonin, troubadour, vivait sous le règne d'Henri Ier de Rodez. Nostradamus dit de lui que "c'était un homme de bonne figure, généreux, vaillant en armes, faisant très bien les vers et l'amour. " Mais son contemporain Moine de Montaudon est loin d'être aussi élogieux à son propos puisqu'il dit : "Le second est le vicomte de Saint-Antonin, qui jamais n'eût joie à l'amour. Son premier essai de galanterie le dégoûta. Trompé par sa dame, il cessa ses poursuites, de quoi il ne cessa de pleurer." Selon Nostradamus, cette dame était la femme du Vicomte de Péna, dans l'Albigeois[7]. Le Baron Gaujal (1839) dit qu'il vivait vers 1220[6]. Courcelles (1823) suppose qu'il était le fils de Guillaume-Jourdain de Lautrec précité[2].